# 支笏湖畔有料道路

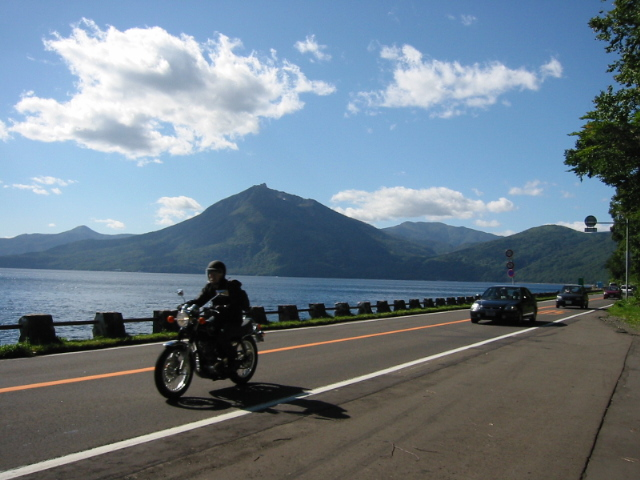
支笏湖畔有料道路（現在は国道453号）

支笏湖畔有料道路（しこつこはんゆうりょうどうろ）は、1967年から1984年まで北海道企業局が運営・管理していた支笏湖北東部側に位置する有料道路である。のちに無料化され、現在は国道453号の一部となっている。

## 道路の概要
- 起点 - 千歳市幌美内
- 終点 - 千歳市支笏湖温泉
- 建設着手 - 1963年10月
- 完成 - 1967年9月
- 全長 - 7km
- 幅員 - 5.5m
- 車道・車線数 - 1車道2車線
- 総工費 - 約6億1000万円

## 道路整備の背景
有料道路が整備される以前は支笏湖北西側に位置するポロピナイや丸駒温泉に行くには船に乗る必要があった。
しかし、支笏湖観光を向上させるためこれらの地域と支笏湖温泉とを陸路で結び、かつ、北海道道512号札幌支笏湖線と連携させて札幌からの支笏湖畔の観光ルートを確立するため道路を整備することとなった。
そして、この道路は道路整備特別措置法に基づく有料道路として建設され、整備に必要な費用は全額起債によって賄われた。

## 営業期間及び料金徴収時間
営業期間及び料金徴収時間は下記の通りである。12月から3月までは通行車両が極端に少なく、また、運営経費がかさむため料金の徴収は行われなかった。
| 営業期間  | 料金徴収時間     |
| --------- | ---------------- |
| 5月～10月 | 午前7時～午後9時 |
| 4月、11月 | 午前9時～午後5時 |
| 12月～3月 | 料金徴収せず     |

## 通行料金
通行料金は下記の通りである。
| 車種                                     | 一般料金（円） | 身体障害者割引料金（円） |
| ---------------------------------------- | -------------- | ------------------------ |
| 小型自動車（4・5ナンバー）               | 250            | 130                      |
| 普通自動車（1・3ナンバー）               | 400            | 200                      |
| 乗合乗用車（路線バス、マイクロバス）     | 400            |                          |
| 乗合乗用車（その他）                     | 1,000          |                          |
| 大型特殊自動車                           | 1,000          |                          |
| 軽自動車、小型二輪自動車、小型特殊自動車 | 150            | 80（軽自動車のみ）       |
| 原動機付自転車、軽車両                   | 50             |                          |

## 道路の無料化
この道路は当初観光道路として利用されていたが、次第に札幌と千歳・苫小牧を結ぶ産業道路としての利用が高まったことや、道路整備に起債した元利金の償還が完了したことなどから1984年3月末で有料道路事業は廃止され、同年4月から無料化して札幌支笏湖線の一部に組み入れられた。